# Enciclopedia română
L'Enciclopedia Română a été la première encyclopédie en roumain. Elle a été publiée en trois volumes par l'ASTRA. 
La décision de publier l'Enciclopedia română a été prise lors d'une réunion de l'ASTRA le 7 février 1895. Le secrétaire de l'organisation, le Dr Corneliu Diaconovich, est devenu rédacteur en chef. Parmi les auteurs de cette œuvre monumentale, il y avait des personnalités importantes; des universitaires, historiens, journalistes, lettrés et peintres tels que Grigore Antipa, Victor Babeș, Leo Bachelin, Valeriu Braniște, Partenie Cosma, George Dima, Ovid Densusianu, Ionescu-Caion, George Lahovary, Titu Maiorescu, Ludovic Mrazec, Constantin Rădulescu-Motru, Dimitrie Onciul, Theodor Speranția, Alexandru A. Suțu, Nicolae Teclu, Alexandru D. Xenopol etc. 
Les trois volumes de l'ouvrage ont été publiés par W. Kraft de Sibiu : 
- Le volume I, qui comptait 936 pages, contenait 10 401 articles (de A à Copenhague ) 9 cartes, 111 illustrations et annexes, paru en 1898.
- Le volume II, qui comptait 947 pages, contenait 8 402 articles (de Copepode à Keman ) une carte, 2 annexes et 20 illustrations, paru en 1900. lire en ligne
- Le volume III, comptait 1276 pages, contenait 18 819 articles (de Kemet à Zymotic ) 2 cartes, 2 annexes et 16 illustrations, paru en 1904. lire en ligne